# German Open Tennis Championship 2010 - Qualificazioni singolare
Le qualificazioni del singolare del German Open Tennis Championship 2010 sono state un torneo di tennis preliminare per accedere alla fase finale della manifestazione. I vincitori dell'ultimo turno sono entrati di diritto nel tabellone principale. In caso di ritiro di uno o più giocatori aventi diritto a questi sono subentrati i lucky loser, ossia i giocatori che hanno perso nell'ultimo turno ma che avevano una classifica più alta rispetto agli altri partecipanti che avevano comunque perso nel turno finale.
Le qualificazioni del German Open Tennis Championship 2010 prevedevano 24 partecipanti di cui 6 sono entrati nel tabellone principale.

## Teste di serie
1. Pere Riba (Qualificato)
2. Marcel Granollers (ultimo turno)
3. Rubén Ramírez Hidalgo (Qualificato)
4. Björn Phau (Qualificato)
5. Simone Bolelli (Qualificato)
6. Jurij Ščukin (primo turno)

1. Albert Ramos Viñolas (ultimo turno)
2. Marc Gicquel (ultimo turno)
3. Iván Navarro (ultimo turno)
4. Christophe Rochus (Qualificato)
5. Guillaume Rufin (ultimo turno)
6. Victor Crivoi (ultimo turno)

## Qualificati
1. Pere Riba
2. Christophe Rochus
3. Rubén Ramírez Hidalgo

1. Björn Phau
2. Simone Bolelli
3. Lukáš Rosol

## Tabellone

### Legenda
| - Q = Qualificato - WC = Wild card - LL = Lucky loser | - ALT = Alternate - SE = Special Exempt - PR = Protected Ranking | - w/o = Walkover - r = Ritirato - d = Squalificato |

### Sezione 1
|  | Primo turno | Primo turno    | Primo turno    | Primo turno | Primo turno |  |  | Ultimo turno | Ultimo turno | Ultimo turno | Ultimo turno | Ultimo turno |  |
|  |             |                |                |             |             |  |  |              |              |              |              |              |  |
|  | 1           | Pere Riba      | Pere Riba      | 6           | 6           |  |  |              |              |              |              |              |  |
|  |             | Hiroki Moriya  | Hiroki Moriya  | 1           | 2           |  |  | 1            | Pere Riba    | Pere Riba    | 6            | 6            |  |
|  | 9           | Iván Navarro   | Iván Navarro   | 6           | 6           |  |  | 9            | Iván Navarro | Iván Navarro | 4            | 3            |  |
|  |             | Dominik Schulz | Dominik Schulz | 3           | 1           |  |  |              |              |              |              |              |  |

### Sezione 2
|  | Primo turno | Primo turno    | Primo turno    | Primo turno | Primo turno |  |  | Ultimo turno | Ultimo turno | Ultimo turno | Ultimo turno | Ultimo turno |  |
|  |             |                |                |             |             |  |  |              |              |              |              |              |  |
|  | 2           | M Granollers   | M Granollers   | 6           | 7           |  |  |              |              |              |              |              |  |
|  |             | James Lemke    | James Lemke    | 1           | 64          |  |  | 2            | M Granollers | M Granollers | 4            | 3            |  |
|  | 10          | C Rochus       | C Rochus       | 6           | 6           |  |  | 10           | C Rochus     | C Rochus     | 6            | 6            |  |
|  |             | Kevin Krawietz | Kevin Krawietz | 3           | 2           |  |  |              |              |              |              |              |  |

### Sezione 3
|  | Primo turno | Primo turno          | Primo turno          | Primo turno | Primo turno |  |  | Ultimo turno | Ultimo turno         | Ultimo turno         | Ultimo turno | Ultimo turno |  |
|  |             |                      |                      |             |             |  |  |              |                      |                      |              |              |  |
|  | 3           | R Ramirez Hidalgo    | R Ramirez Hidalgo    | 6           | 6           |  |  |              |                      |                      |              |              |  |
|  |             | M Rodrigues          | M Rodrigues          | 3           | 2           |  |  | 3            | R Ramirez Hidalgo    | R Ramirez Hidalgo    | 6            | 6            |  |
|  | 7           | Albert Ramos Viñolas | Albert Ramos Viñolas | 7           | 6           |  |  | 7            | Albert Ramos Viñolas | Albert Ramos Viñolas | 2            | 4            |  |
|  |             | Robin Vik            | Robin Vik            | 5           | 4           |  |  |              |                      |                      |              |              |  |

### Sezione 4
|  | Primo turno | Primo turno      | Primo turno      | Primo turno | Primo turno |  |  | Ultimo turno | Ultimo turno | Ultimo turno | Ultimo turno | Ultimo turno |  |
|  |             |                  |                  |             |             |  |  |              |              |              |              |              |  |
|  | 4           | Björn Phau       | Björn Phau       | 6           | 6           |  |  |              |              |              |              |              |  |
|  |             | Fernando Vicente | Fernando Vicente | 4           | 2           |  |  | 4            | Björn Phau   | Björn Phau   | 6            | 6            |  |
|  | 8           | Marc Gicquel     | Marc Gicquel     | 7           | 7           |  |  | 8            | Marc Gicquel | Marc Gicquel | 3            | 4            |  |
|  |             | Sascha Kloer     | Sascha Kloer     | 62          | 64          |  |  |              |              |              |              |              |  |

### Sezione 5
|  | Primo turno | Primo turno    | Primo turno    | Primo turno | Primo turno |  |  | Ultimo turno | Ultimo turno   | Ultimo turno | Ultimo turno | Ultimo turno |  |
|  |             |                |                |             |             |  |  |              |                |              |              |              |  |
|  | 5           | Simone Bolelli | Simone Bolelli | 6           | 6           |  |  |              |                |              |              |              |  |
|  |             | Marius Zay     | Marius Zay     | 2           | 4           |  |  | 5            | Simone Bolelli | 4            | 6            | 6            |  |
|  | 12          | Victor Crivoi  | Victor Crivoi  | 6           | 7           |  |  | 12           | Victor Crivoi  | 6            | 4            | 2            |  |
|  |             | J-F Brunken    | J-F Brunken    | 1           | 63          |  |  |              |                |              |              |              |  |

### Sezione 6
|  | Primo turno | Primo turno     | Primo turno     | Primo turno | Primo turno |  |  | Ultimo turno | Ultimo turno    | Ultimo turno    | Ultimo turno | Ultimo turno |  |
|  |             |                 |                 |             |             |  |  |              |                 |                 |              |              |  |
|  |             | Lukáš Rosol     | Lukáš Rosol     | 6           | 6           |  |  |              |                 |                 |              |              |  |
|  | 6           | Jurij Ščukin    | Jurij Ščukin    | 2           | 3           |  |  |              | Lukáš Rosol     | Lukáš Rosol     | 6            | 3            |  |
|  | 11          | Guillaume Rufin | Guillaume Rufin | 7           | 7           |  |  | 11           | Guillaume Rufin | Guillaume Rufin | 3            | 0r           |  |
|  |             | J-L Struff      | J-L Struff      | 5           | 63          |  |  |              |                 |                 |              |              |  |